# 望見
望見（のぞみ、11月18日 - ）は、日本の女性声優、舞台女優。広島県広島市出身。ケンユウオフィス所属（預かり）。
旧芸名：岡田 望見（おかだ のぞみ）、優木 望見（ゆうき のぞみ）。

## 略歴
2014年に行われたOVA『サクラカプセル』の声優オーディションに参加し、これに合格。自身の出身地と同じ「広島ヒロイン」安芸まひるの担当声優となる。
2018年からは、当時阿佐ヶ谷アニメストリート内で営業していたアニメコラボカフェSHIROBACOの店員を務めていた（5期生）。そして翌2019年にプロダクションSHIROBACOに所属し、同時に芸名を優木望見に改めた。優の字は、本人が長年尊敬している高橋優の名に由来する。
2020年6月30日をもってプロダクションSHIROBACOを退所し、フリーでの活動を開始。2021年2月23日をもって、過去にも舞台参加したことのある劇団大富豪の劇団員となる。同時に芸名を岡田望見に戻すが、劇団については同年11月に退団している。
2023年4月1日付でケンユウオフィスに預かりでの所属となり、同時に芸名を望見に改めた。

## 人物
趣味はタロット占い、パン作り。2022年にcottaおうちパンマスターの資格を取得した。

## 出演
太字はメインキャラクター。

### テレビアニメ
2023年
- 16bitセンセーション ANOTHER LAYER（音声）

2024年
- THE NEW GATE（受付嬢）

2025年
- マジック・メイカー 〜異世界魔法の作り方〜（少年、女性）
- ちょっとだけ愛が重いダークエルフが異世界から追いかけてきた（女子生徒、女子学生、OL、客A、女性スカウト）
- 彼女、お借りします（マリエ）
- 水属性の魔法使い（ナタリー）

### 劇場アニメ
- 劇場版 誰ガ為のアルケミスト（2019年、少年ジョセフ）

### OVA
- サクラカプセル（2014年、安芸まひる）

### ゲーム
- プリンセスコネクト!Re:Dive
- デュエル・マスターズ プレイス（聖霊龍王 アガピトス、不敗英雄 ヴァルハラ・グランデ、天英雄 ヴァルハラ・デューク、支配の精霊龍 ヴァルハラナイツ、封印の聖霊龍 ヴァルハラ・パラディン、龍素王 Q.E.D.、最終龍理 Q.E.D.+、ν・龍素王 Q-END.、クスクス・ハッカ、ゴッド・ガット、龍覇 サソリス、恐・龍覇 サソリスレイジ、封魔聖者 シャックル・アーマ、爆霊魔 タイガニトロ、爆弾魔 タイガマイト、自壊のファミリア トリカブト、ニャンダフル・ニャン、ポッツーン、爆弾団 ボンバク・タイガ、真滅右神 ラウドパーク）[14]
- ケープ君の脱出ゲーム（ケープ君）
- モンスターストライク（2025年、七草ゆか[15]、奈々花ほうる[16]）
- EGGYPARTY（モモちゃん）
- アセントプロトコル（ベル・冬華）

### ドラマCD
- 日本民話シリーズドラマCD 第13弾 逆襲のスズメ[注釈 1]（2017年、すず太郎、鬼）[3]
- 日本民話シリーズドラマCD 第19弾 美しくなりたいキジ（2017年、キジ）[3]
- Miiya presents ドラマcd「星詠の旅人-火の章-｣（ティア）

### オーディオブック
- NewsPicks ザ・プロフェット 高学歴親という病（著者 - 成田奈緒子）
- キム秘書はいったい、なぜ？（キム・ミソ）

### デジタルコミック
- 長岡京市環境教育デジタル紙芝居 けいたくんとボールくん（2015年、けいたくん、ボールくん）
- ニンテンドー3DS うごくまんが デジコロ でんぢゃらすじーさん邪（鳳凰、半・分太、子供B、背景キャラ）
- マンガワン×サンデーうぇぶり 『ヒーローは中にいる！』CM （立花かさひ）

### 外画
- ウォーキング・デッド: ザ・ワンズ・フー・リブ（クレオ・クリフトン、ティナ）
- ロスト・フライト（ブリー・テイラー、カルメン）

### ナレーション
- 株式会社ニシキタイランド 企業ナレーション[3]
- 寺西優真 主演『彼が僕に恋した理由2022スペシャルバージョン』 CMナレーション（TOKYO MX 1）
- 寺西一浩 出版『五行占星術』 CMナレーション
- 寺西一浩 『的中部屋』 番組内ナレーション
- 松山青年会議所セレモニー動画 ナレーション
- 松山青年会議所スマコレランド メイキング動画 ナレーション

### ボイスオーバー
- WOWOW WHO I AM LIFE（グドルン・シュミディンガー、他）

### 舞台
- 劇団大富豪 challenge公演 level.1 こまちどう漂流記（2017年、桃井鈴子）[2]
- 村瀬歩主演劇団ゲキジョウ！ スターダスト・インフェルノ メモリリーク・メモリーズ（2018年、草壁杏奈）[17]
- 劇団大富豪 配信公演 『Regret』第6話 存在しない人間（2021年、友野美咲）
- こらーめす 『空間偽装実験case.3 Live alive』（2022年、ノゾミ）
- NEWFACE 『FAKE BLUE』 - 声のみの出演
- トライディア リーディング公演 『チェイサーゲーム』（鷹城花南）

### 朗読劇
- 広島平和記念資料館主催朗読 ヒロシマ
- ゲキジョウ！公演「流星RYDERS〜文豪朗読〜」（カンパネルラ、小林少年）

### ライブ
- bless4 2019「RISING SUN」ワンマンライブ in TOKYO CLUB CITTA'（2019年） - バックコーラス・バックダンス出演
- AKINO15周年 Online Concert 「一万年と二千年前から愛してる」（2020年） - バックコーラス・バックダンス・ファッションモデル出演

### その他
- 山田洸誓正道会館KCIEL 女性Tシャツモデル